# Stopfpilz

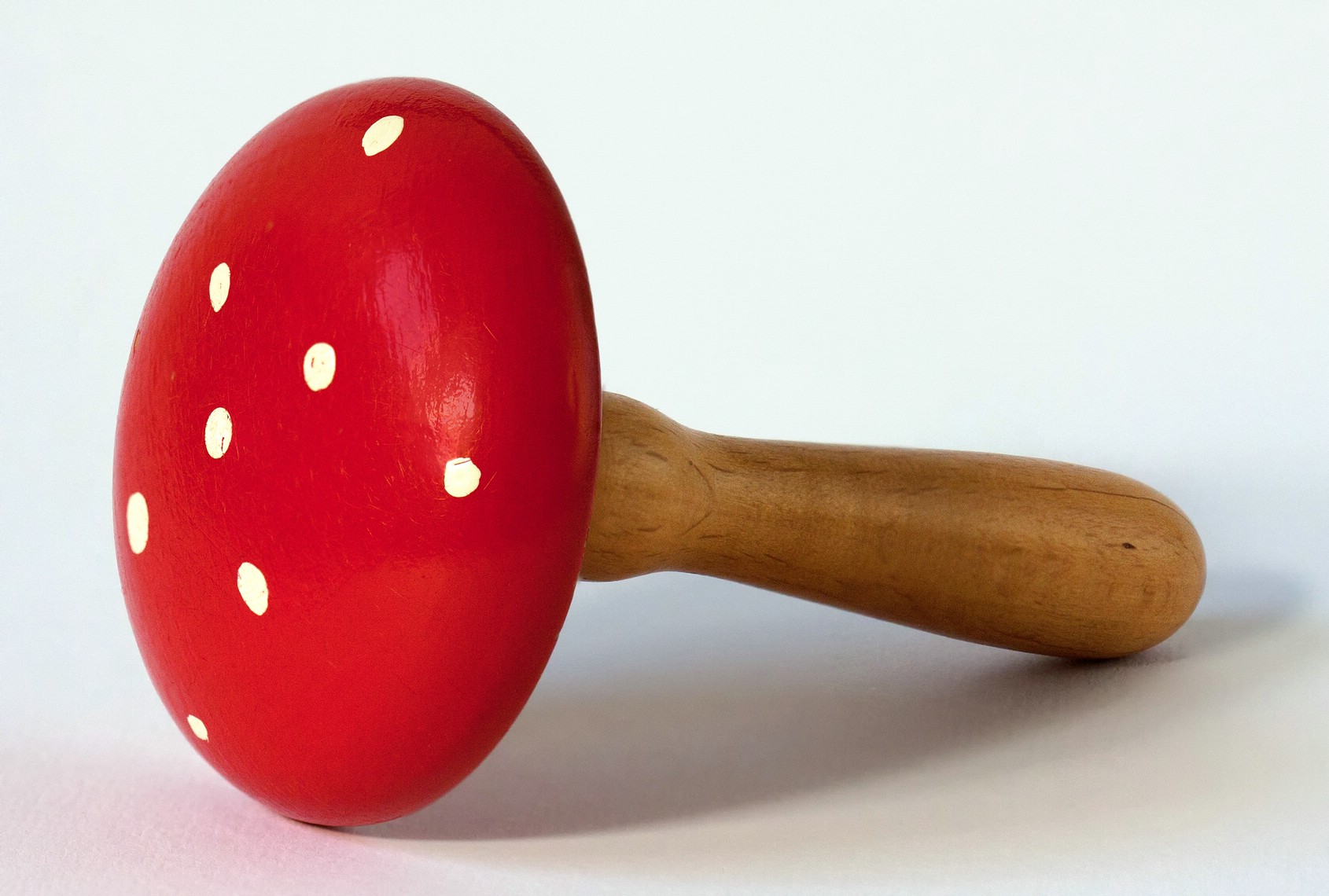
Stopfpilz

Ein Stopfpilz ist ein Gegenstand, der beim Stopfen eines Lochs in Strümpfen oder Socken benutzt wird. Der Stopfpilz oder das in der Form zwar unterschiedliche, in der Funktion aber gleiche Stopfei ist in fast jedem Nähkörbchen zu finden. Er wird in den schadhaften Strumpf oder die Socke unter das zu stopfende Loch geschoben und erleichtert durch das Aufspannen des Gewebes die Stopfarbeiten.
Stopfpilze werden in der Regel aus Holz gedrechselt und besitzen eine ebene Unterseite und eine nach oben hin gewölbte Oberfläche. Sie sind meist rot lackiert oder in Naturholz belassen und ähneln somit der Kappe eines Fliegenpilzes, was den Namen erklärt. Stopfpilze besitzen an ihrer ansonsten glatten Unterseite entweder einen Stiel oder eine Vertiefung für den Zeigefinger, um ihn mit einer Hand halten zu können. Es gibt auch Versionen aus Kunststoff (früher meistens Bakelit). Die Beleuchtung des Stopfpilzes oder des Stopfeis war eine Erfindung von Konrad Adenauer, die sich aber nicht durchgesetzt hat.